# Cynoglossum rotatum
Cynoglossum rotatum är en strävbladig växtart som beskrevs av Josef Velenovský. Cynoglossum rotatum ingår i släktet hundtungor, och familjen strävbladiga växter. Inga underarter finns listade i Catalogue of Life.